# Karl Wilhelm (compositeur)
Pour les articles homonymes, voir Karl Wilhelm et Wilhelm.
Karl Wilhelm (né le 5 septembre 1815 à Schmalkalden et mort le 26 août 1873 dans la même ville) est un chef de chorale allemand. Il est connu en tant que compositeur du chant patriotique Die Wacht am Rhein.
Wilhelm était un élève de Aloys Schmitt et A. André. Il fut de 1841 à 1864 directeur musical du chœur d'homme de Krefeld. C'est là qu'il composa en 1854 la musique du Wacht am Rhein sur le poème de Max Schneckenburger écrit en 1840 au Rhin. 
Ce chant eut tellement d'importance lors du conflit franco-prussien de 1870-71 qu'il reçut une lettre de reconnaissance personnelle d'Otto von Bismarck en 1871, accompagnée d'une pension annuelle de 3000 marks, quatre fois le salaire moyen d'un ouvrier de l'époque.
De 1865 jusqu'à sa mort, Wilhelm fut directeur des associations musicale de Schmalkalden.